# Zingiber simaoense
Zingiber simaoense là một loài thực vật có hoa trong họ Gừng. Loài này được Qian Yi Yong (钱义咏, Tiền Nghĩa Vịnh) miêu tả khoa học đầu tiên năm 1998. Tên gọi trong tiếng Trung là 思茅姜 (Tư Mao khương), nghĩa là gừng Tư Mao.

## Mẫu định danh
Các mẫu bao gồm: Qian Yi-yong 1818 (holotype), Qian Yi-yong 1817 (isotype), Qian Yi-yong 1815, Qian Yi-yong 1874 và Qian Yi-yong 1893; Yunnan: Simao, thu thập ngày 7 tháng 9 năm 1988 trong rừng ở cao độ 1.200-1.600m, tọa độ 22°44′9″B 100°58′33″Đ / 22,73583°B 100,97583°Đ, huyện Tư Mao, tỉnh Vân Nam. Mẫu holotype lưu giữ tại Vườn Thực vật Hoa Nam ở Quảng Châu (IBSC), mẫu isotype lưu giữ tại Cục Lâm nghiệp Tư Mao (SMAO).

## Từ nguyên
Tính từ định danh simaoense lấy theo địa danh huyện Tư Mao, địa khu Tư Mao (Là huyện trong giai đoạn 1981-1993, nay là quận Tư Mao trong địa cấp thị Phổ Nhĩ. Địa khu Tư Mao tồn tại từ năm 1970 đến năm 2003), tỉnh Vân Nam.

## Phân bố
Loài này có tại tây nam Trung Quốc (tỉnh Vân Nam), miền bắc Thái Lan (các tỉnh Chiang Rai, Mae Hong Son). Môi trường sống là rừng, ở cao độ 1.200-1.600 m.

## Mô tả
Thân rễ mọng; rễ kết thúc bằng các củ nhỏ. Thân giả cao 30–65 cm. Lưỡi bẹ 2 thùy, 1–8 mm, rậm lông nhung. Lá 3-7 với 1-2 lá dưới cùng không cuống lá; cuống lá 0,3-1,5(-4,5) cm, có lông nhung màu từ xám tro sẫm tới nâu xám; phiến lá hình trứng ngược hoặc hình mác ngược hoặc thuôn dài, 1,5-34 × 1,2-7,5 cm, mặt xa trục có lông nhung, mặt gần trục nhẵn nhụi, đáy hình nêm, đỉnh nhọn thon. Cụm hoa mọc từ thân rễ, màu ánh xanh lục hoặc ánh đỏ, hình trứng ngược, 4-7 × 1,5–4 cm, 1-5 hoa; cuống cụm hoa màu trắng, 3–10 cm, có lông nhung, bẹ dạng vảy màu trắng dài 0,8-3,5 cm, thưa lông nhung; lá bắc màu ánh xanh lục hoặc trắng với đỉnh ánh hồng, hình trứng ngược hoặc hình elip, 3-5 × 1,3-2,6 cm, có lông nhung.  Đài hoa 1-1,5 cm, màu trắng, có lông nhung. Ống tràng hoa 4–5 cm, màu trắng; các thùy màu trắng, hình trứng hẹp hoặc hình mác, 2,4-3 × 0,7-1,1 cm. Cánh môi hình quạt, nhẵn nhụi, 3 thùy; thùy giữa hình tròn, 1,7-2,5 × 2,2–3 cm, đỉnh cắt cụt hoặc thuôn tròn; các thùy bên hình trứng ngược, dài 1-1,5 cm. Bao phấn 1,1-1,2 cm; phần phụ liên kết 1,2-1,3 cm. Bầu nhụy có lông nhung. Quả nang màu đỏ, hình trứng, dài 2-3,5 cm. Hạt màu đen, hiếm khi màu đỏ. Ra hoa tháng 9.
Z. simaoense tương tự như Z. densissimum, nhưng khác ở chỗ phiến lá hình mác ngược hoặc hình trứng ngược hoặc thuôn dài, 1,5-34 × 1,2- 7,5 cm; cuống lá dài 0,3-1,5(-4,5) cm với lông nhung màu xám tro sẫm; các lá dưới cùng không cuống; cành hoa bông thóc hình trứng ngược màu ánh xanh lục hay ánh đỏ; thùy giữa cánh môi thuôn tròn đỉnh cắt cụt hoặc thuôn tròn; quả nang màu đỏ, hạt màu đen hiếm khi màu đỏ so với ở Z. densissimum là phiến lá hình mác hay hình mác hẹp, 22-45 × 4–9 cm; cuống lá 2–5 cm rậm lông nhung màu trắng bạc; cành hoa bông thóc hình trứng hẹp hoặc hình trứng, nhạt màu hoặc màu đỏ nhạt ở đỉnh; thùy giữa cánh môi hình trứng ngược đỉnh có khía răng cưa; quả nhạt màu; hạt nhạt màu.

## Sử dụng
Trong y học cổ truyền Thái Lan thân rễ được sử dụng làm thuốc chữa các rối loạn dạ dày.